# Паффин (остров)
Паффин (англ. Puffin Island) — маленький скалистый островок в заливе Коцебу Чукотского моря. В административном отношении относится к боро Нортуэст-Арктик, штат Аляска, США.
Расположен в 3,3 км к северо-западу от более крупного острова Шамиссо и в 93 км к юго-западу от города Селавик. Самая высокая точка острова составляет 12 м над уровнем моря. Является частью Аляскинского морского национального заповедника. Гнездовье различных видов морских птиц, в том числе тихоокеанского тупика.
Остров был назван британским морским офицером Фредериком Уильямом Бичи в 1826 году.